# Carl Byron
Carl Byron (* in Beirut) ist ein libanesisch-amerikanischer Komponist und Keyboarder.

## Leben
Der Sohn einer Libanesin und eines US-amerikanischen Diplomaten wuchs in Südostasien, Afrika, dem Nahen Osten und in Washington auf. Er studierte Musik an der California State University bei Aurelio de la Vega und war Composer in Residence beim  Elkhorn Music Festival und der Sun Valley Summer Symphony. Sein kompositorisches Schaffen reicht von sinfonischen Werken und Kammermusik über elektroakustische Musik bis hin zur Weltmusik. Für das Elkhorn Music Festival komponierte er ein Streichquartett, für die Sun Valley Summer Symphony die Musica Festiva. Für das California Trio entstand die Arabasque, die das Trio in der Carnegie Hall uraufführte, für die Geigerin Karen Elaine das Stück Sola. Den Liedzyklus Fragments nach Gedichten von Rainer Maria Rilke komponierte er für die Sopranistin Violetta Polichtchouk. Weitere Werke sind Qasidaund die Haiku Variations für Klavier und Qantara für großes Orchester.
Byron arbeitete weiterhin als musikalischer Leiter, Arrangeur und Komponist für verschiedene Ballett- und Musiktheaterproduktionen. Für seine eigene Gruppe Hounds spielt er die Hammondorgel und wirkt als Komponist. Als Keyboarder trat er mit zahlreichen Musikern auf. 